# NGC 5157
NGC 5157 é uma galáxia espiral barrada (SBa) localizada na direcção da constelação de Canes Venatici. Possui uma declinação de +32° 01' 51" e uma ascensão recta de 13 horas, 27 minutos e 16,8 segundos.
A galáxia NGC 5157 foi descoberta em 20 de Março de 1787 por William Herschel.